# ویکی‌پدیای آبخازی
ویکی‌پدیای آبخازی نسخهٔ زبان آبخازی وب‌گاه ویکی‌پدیا است.

## تاریخچه
ویکی‌پدیای آبخازی در ۲۵ اوت ۲۰۱۶، با ۸۵۵ مقاله، در رتبه دویست و چهل و شش ویکی‌پدیاها قرار دارد.